# Nuova strada Anas

Segnale stradale in uso

Le nuove strade Anas, che vengono numerate come NSA n., sono delle strade statali italiane che hanno ricevuto una numerazione provvisoria.
Le nuove strade Anas possono essere nuove arterie realizzate dall'ente statale, che devono ancora ricevere una numerazione SS n., o tratti di strade statali, che sono stati sostituiti da varianti di nuova costruzione. In quest'ultimo caso il più delle volte la strada viene ceduta alle regioni o agli enti locali.
Nelle nuove strade Anas possono essere presenti anche autostrade ed in quel caso il riquadro è verde anziché essere blu; ne sono stati esempi la nuova strada Anas 339 Catania-Siracusa e la nuova strada Anas 347 della Stazione di Imera.

## Elenco Nuove Strade Anas
Al 12 settembre 2013 la rete stradale italiana è formata da 214,889 km di nuove strade Anas.
Nelle sottopagine che seguono vi è l'elenco aggiornato delle NSA. Per la corretta lettura delle tabelle bisogna tenere presente che le strade che hanno ricevuto una numerazione definitiva sono contrassegnate dalla dicitura ex davanti al simbolo.